# Muncie (Indiana)
Muncie és una població dels Estats Units a l'estat d'Indiana. Segons el cens del 2006 tenia 67.166 habitants.

## Demografia
Segons el cens del 2000, Muncie tenia 67.430 habitants, 27.322 habitatges, i 14.589 famílies. La densitat de població era de 1.076,7 habitants/km².
Dels 27.322 habitatges en un 23,7% hi vivien nens de menys de 18 anys, en un 36,4% hi vivien parelles casades, en un 13% dones solteres, i en un 46,6% no eren unitats familiars. En el 34,1% dels habitatges hi vivien persones soles l'11,8% de les quals corresponia a persones de 65 anys o més que vivien soles. El nombre mitjà de persones vivint en cada habitatge era de 2,24 i el nombre mitjà de persones que vivien en cada família era de 2,86.
Per edats la població es repartia de la següent manera: un 19,8% tenia menys de 18 anys, un 24,6% entre 18 i 24, un 24,2% entre 25 i 44, un 18,3% de 45 a 60 i un 13,2% 65 anys o més.
L'edat mediana era de 29 anys. Per cada 100 dones de 18 o més anys hi havia 86,5 homes.
La renda mediana per habitatge era de 26.613$ i la renda mediana per família de 36.398$. Els homes tenien una renda mediana de 30.445$ mentre que les dones 21.872$. La renda per capita de la població era de 15.814$. Entorn del 14,3% de les famílies i el 23,1% de la població estaven per davall del llindar de pobresa.

## Poblacions més properes
El següent diagrama mostra les poblacions més properes.